# Грин, Хантер
Кристиан Хантер Грин (англ. Christian Hunter Greene; 6 августа 1999, Лос-Анджелес, Калифорния) — американский бейсболист, питчер клуба Главной лиги бейсбола «Цинциннати Редс». Победитель Кубка мира в возрастной категории до 18 лет в составе сборной США. В 2017 году после окончания школы был выбран на драфте Главной лиги бейсбола под общим вторым номером.

## Биография

### Ранние годы
Хантер Грин родился 6 августа 1999 года в Лос-Анджелесе. Его отец Расселл известный в городе частный детектив, среди клиентов которого были адвокат Джонни Кокран, защищавший в суде О Джея Симпсона, Канье Уэст, Джастин Бибер и другие знаменитости. Мать Сента работала консультантом по вопросам образования.
В возрасте семи лет Грин начал заниматься в Академии Главной лиги бейсбола в Комптоне. С восьми лет он начал регулярно выступать за две команды, играя на турнирах в различных городах США и в Латинской Америке. К четырнадцати годам скорость его подачи достигала 93 миль в час, университет Южной Калифорнии и Калифорнийский университет Лос-Анджелеса уже тогда сделали ему предложения спортивной стипендии. В составе сборной США Грин стал серебряным призёром Кубка мира в возрастной категории до 15 лет, а также выиграл золотую медали Кубка мира в возрастной категории до 18 лет.
В 2017 году Грин окончил старшую школу Нотр-Дам в Шерман-Окс. В составе её команды он играл на позициях питчера и шортстопа, получив известность как один из лучших молодых игроков в стране. В свободное время он занимался йогой, изучением корейского языка, рисованием и игрой на скрипке. За время учёбы получил от властей Лос-Анджелеса четыре грамоты за общественную деятельность. Весной 2017 года его фотография появилась на обложке журнала Sports Illustrated.

### Начало карьеры
В выпускной год в составе школьной команды Грин провёл на поле 28 иннингов и сделал 43 страйкаута при показателе пропускаемости 0,75. Скорость его фастбола к тому моменту достигала 102 миль в час. Перед драфтом Главной лиги бейсбола 2017 года он занимал первое место в рейтинге лучших молодых игроков MLB Pipeline и был выбран клубом «Цинциннати Редс» под общим вторым номером. После драфта Грин отказался от намерения поступать в колледж и подписал с командой контракт. Сумма бонуса игроку составила 7,23 млн долларов и стала крупнейшей с 2011 года, когда Геррит Коул получил 8 млн.
Профессиональную карьеру Грин начал в составе клуба «Биллингс Мустангс» в Лиге пионеров, где он выходил на поле питчером и назначенным бьющим, эффективность его игры на бите составила 23,3 %. В 2018 году он выступал в составе «Дейтон Дрэгонз» в Лиге Среднего Запада, вошёл в число участников Матча будущих звёзд, но завершил сезон досрочно из-за операции на локте. Восстанавливаясь, Грин полностью пропустил сезон 2019 года.
В 2020 году он не выходил на поле, так как сезон в младших лигах был отменён из-за пандемии COVID-19. Весь год Грин работал на тренировочной базе «Редс». В чемпионате 2021 года он играл на уровнях AA- и AAA-лиг в составах команд «Чаттануга Лукаутс» и «Луисвилл Бэтс». Весной 2022 года по итогам предсезонных сборов Грин был включён в основной состав «Цинциннати».

### Цинциннати Редс
В составе «Редс» Грин дебютировал 10 апреля 2022 года, одержав победу в матче с «Атлантой».